# Forties (Nordsee)

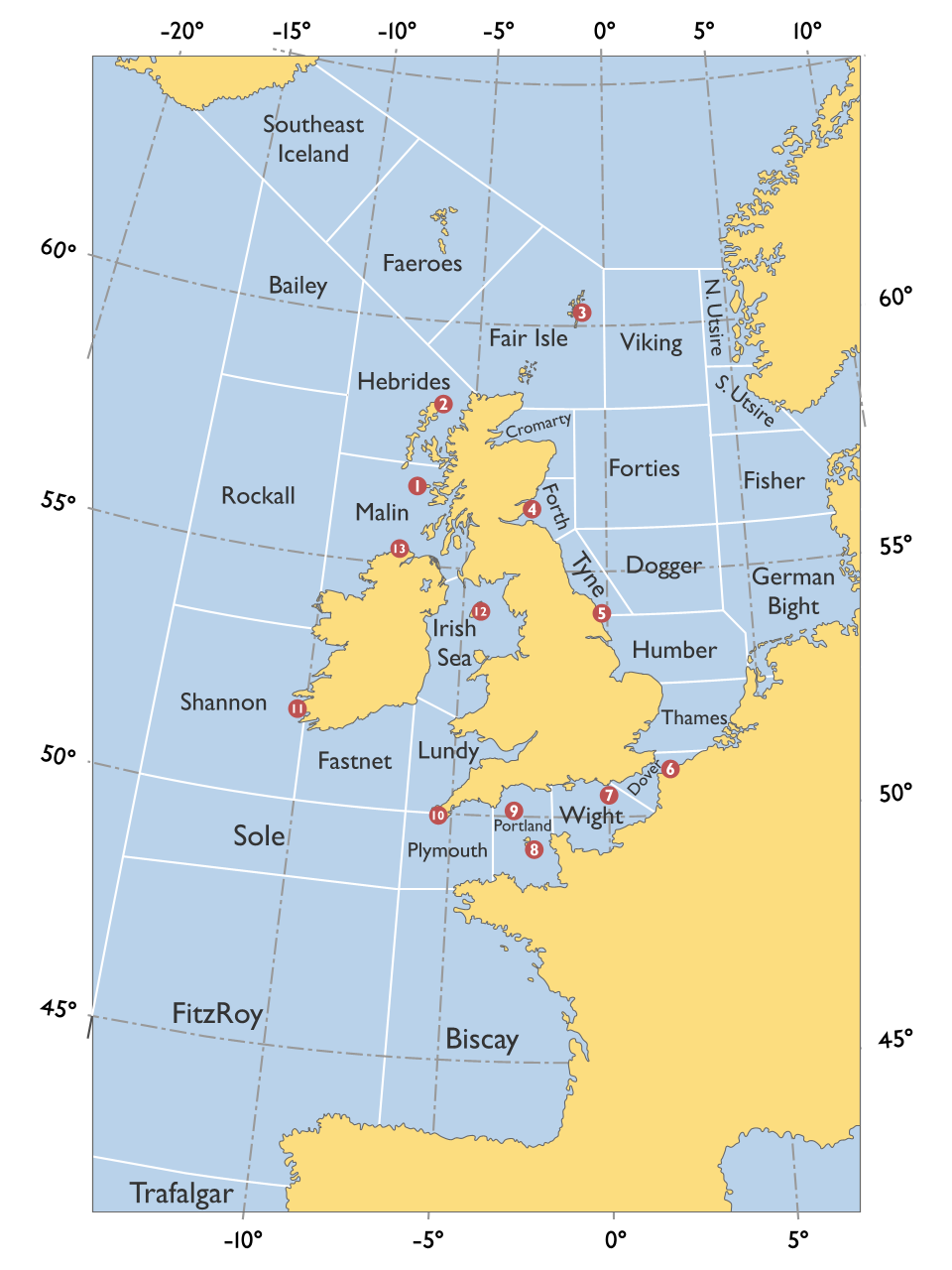
Karte der Seegebiete in Nordsee und Ostatlantik gemäß dem Sprachgebrauch des Seewetterdienstes (Shipping Forecast) der BBC (Skagerrak fehlt)

Forties ist ein Seegebiet der westlichen Nordsee vor der schottischen Küste.
Im Norden grenzt es an die Seegebiete Fair Isle und Viking, im Osten an die Seegebiete South Utsire und Fischer, im Süden an das Doggerseegebiet und im Westen an die Seegebiete Cromarty und Forth.
Die Einrichtung dieses Wettervorhersagegebiets wurde 1955 zusammen mit weiteren Änderungen in einer Konferenz von Meteorologen der Nordsee-Anrainerstaaten beschlossen. Forties entstand ein Jahr später im Wesentlichen aus dem nordöstlichen Teil des damaligen Doggergebiets. 1984 und zuletzt 2002 wurden die Aufteilungen der Seegebiete erneut geändert.
Im Seegebiet Forties befindet sich das größte Öl- und Erdgasfeld der Nordsee.
Weitere Seegebiete in der westlichen Nordsee:
- Dogger
- Humber und Thames
- Viking

Koordinaten: 57° 0′ N, 2° 0′ O